# 珍島
座標: 北緯34度28分59秒 東経126度15分43秒 / 北緯34.4830555656度 東経126.261944454度
珍島（チンド、ちんとう、朝: 진도）は朝鮮半島西南端付近に、半島本土と近接して存在する島。両者を隔てているのは幅約300mの鳴梁海峡である。大韓民国に属し、全域を全羅南道珍島郡が管轄している。韓国では済州島・巨済島に次いで3番目に大きな島である。人口は約3万2500人。郡名と同じ名の主島を特に区別する場合、体島（チェド/體島/체도、「本島」の意）と呼ばれる。

## 地理
最高峰は島の東部にある尖察山（チョムチャルサン/尖察山/첨찰산、485m）。
島の東部と、西部から南部にかけて山地があり、南部の山塊から流れ出た川によって中北部が開けている地形となっている。東部の山塊には尖察山のほか徳神山（トクシンサン/德神山/덕신산、385m）、東北部には奇岩で知られる金骨山（クムゴルサン/金骨山/금골산、193m）がある。西部には智力山（チリョクサン/智力山/지력산、325m）、西南部に女貴山（ヨグィサン/女貴山/여귀산、457m）がある。
島の歴史的な中心であり現在も郡庁が置かれている城内里は島の中央部にある。海割れが起こるのは東海岸の回洞である。
半島本土との間を隔てる鳴梁海峡には珍島大橋が架けられており、1本の道路で結ばれている。

## 歴史
かつては思想犯の流刑地だったところで、当時の史跡なども残されている。
詳細は珍島郡#略歴を参照。
- 高麗時代 - 三別抄がモンゴルに抗戦。
- 1597年 - 鳴梁海峡で鳴梁海戦が行われる。
- 1973年1月25日 - 木浦から珍島へ向かっていた連絡船が沈没。死者行方不明62人[2]。

## 気候
年平均気温は13度と温暖。

## 観光
詳細は珍島郡#観光を参照。

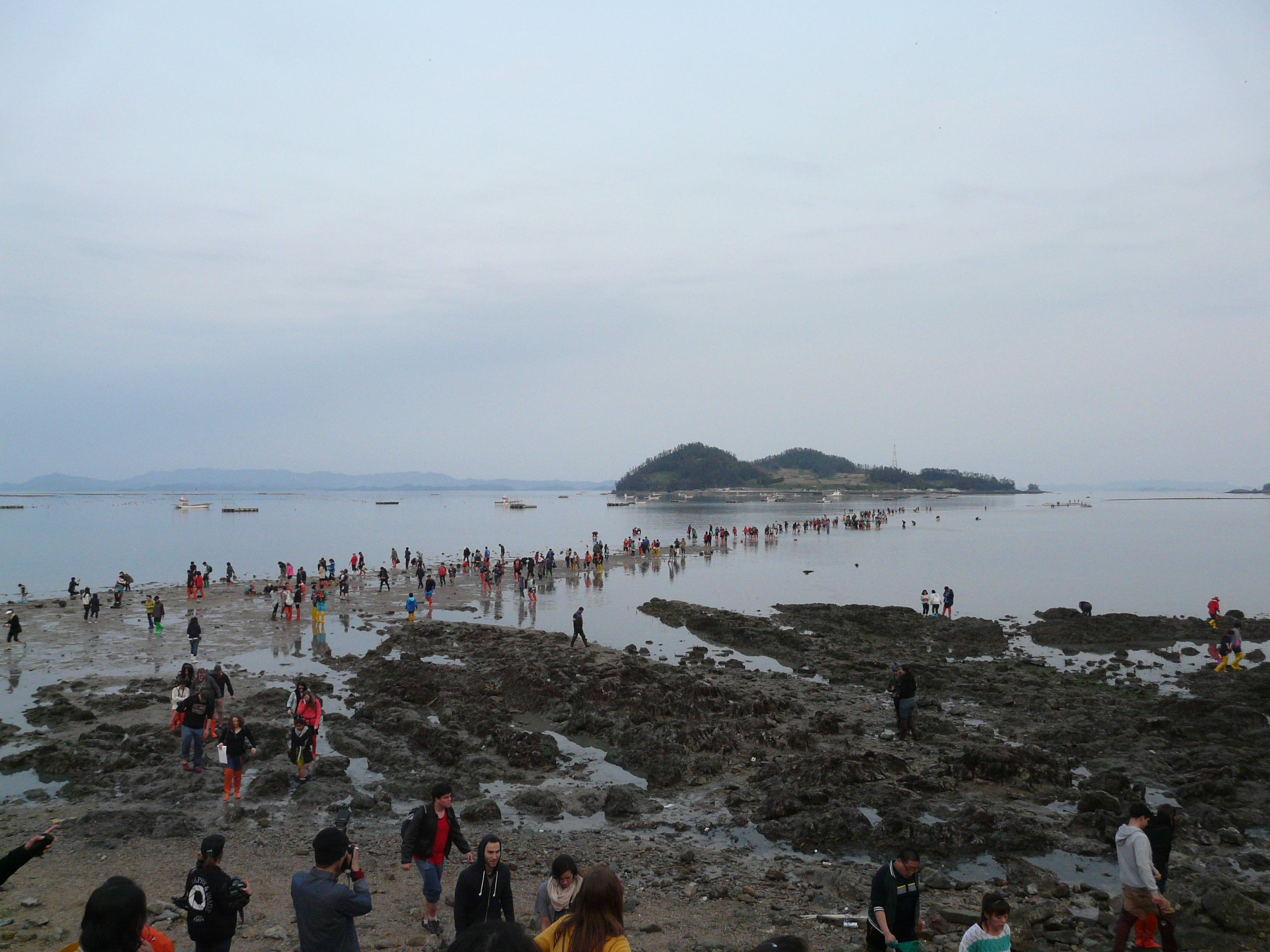
珍島の海割れ

毎年4、5月頃の大潮に1度だけ見られる現象で、珍島と南東沖に浮かぶ茅島との間を隔てる約2 kmの海に、両島を結ぶ道が出現して地続きになる珍しい現象が起こることで知られる。この珍島の海割れ（別名:神秘の海割れ）には国内外から多くの観光客が集まり、潮が引くのを待って大勢の人々が茅島を目指し道を歩き始める。
島の南端の南桃石城は多島海海上国立公園に指定されている。